# 国际计划生育联合会
国际计划生育联合会（英語：International Planned Parenthood Federation），是一个旨在促进性与生殖的健康、提倡家庭计划中自我选择权、亦服务于未婚懷孕的母亲等急需援助人士的非政府组织。于1952年成立于印度孟买，现在有149个成员工作在189个国家或地区。国际计划生育联合会现分6个区域。